# Урри, Джон (полководец)
Джон Урри (англ. John Hurry (Urry); ум. 29 мая 1650) — шотландский полководец, ковенантер, один из руководителей войсками парламента в период гражданской войны в Шотландии 1644—1646 годов.

## Биография
Джон Урри родился в Абердиншире и в молодости служил в наемных войсках в Германии, где участвовал в Тридцатилетней войне. В 1641 году он вернулся в Шотландию, принял Ковенант и был назначен полковником в парламентскую армию. В том же году он принял участие в заговоре ряда лидеров ковенантского движения против маркиза Аргайла.
После начала в 1642 году гражданской войны в Англии Урри примкнул к армии английского парламента, которую в то время возглавлял граф Эссекс. Полковник отличился в битвах при Эджхилле и Брентфорде. Однако в начале 1643 года Урри перешёл на сторону роялистов, причём информация, предоставленная полковником роялистам, позволила последним одержать победу над парламентской армией в битве при Чалгроув-Фильде. После этого сражения Джон Урри был посвящён в рыцари. В 1644 году в составе армии принца Руперта он участвовал в крупном сражении при Марстон-Муре. Несмотря на стойкое сопротивление отряда полковника Урри, роялисты в этой битве были наголову разбиты объединёнными англо-шотландскими войсками.
После Марстон-Мура, считая дело короля Карла I окончательно проигранным, Джон Урри вновь перешёл на сторону парламента и вступил в ряды шотландского корпуса в Англии под руководством графа Ливена. Однако победы роялистов Монтроза в самой Шотландии заставили ковенантеров отправить часть действующей в Англии армии на отражение роялисткой угрозы в своей стране. Урри вошёл в состав отряда генерала Уильяма Бейли, который направился в Шотландию. Бейли разделил свой отряд на два корпуса, пытаясь зажать Монтроза в тиски. Одним из этих корпусов командовал полковник Урри. Но в битве при Олдерне 9 мая 1645 года войска Джона Урри были полностью разбиты. Полковник был вынужден бежать в Инвернесс, где расстрелял командира кавалерийского отряда, чьи поспешные действия в сражении послужили одной из причин поражения.
В 1648 году Джон Урри участвовал в походе шотландской армии герцога Гамильтона в Англию, предпринятом чтобы оказать поддержку королю в его борьбе против индепендентов во главе с Оливером Кромвелем. В битве при Престоне шотландцы были разбиты, Урри попал в плен к англичанам. После освобождения он вновь присоединился к роялистам и вступил в ряды армии Монтроза, направленной в 1650 году королём Карлом II в Северную Шотландию для поднятия восстания против ковенантеров. Однако Монтроз был разбит в сражении при Карбисдейле, а Джон Урри был пленён. 29 мая 1650 года он был казнён в Эдинбурге за измену Ковенанту.